# Estádio Central (Volgogrado)
O Estádio Central, é um estádio de futebol localizado na cidade de Volgogrado, Rússia. É a casa da equipe SC Rotor Volgograd. Construído em 1964, tem uma capacidade de 45.568 espectadores.É uma das sedes da Copa do Mundo FIFA de 2018.

## História
O estádio será construído no local do Estádio Central demolido, no sopé do complexo memorial Mamayev Kurgan, perto do rio Volga. O estádio anterior foi construído em 1958, no local de um antigo depósito de petróleo. Esta área era subdesenvolvida, ocupada por edifícios, armazéns, barracas e barrancos de baixo valor distribuídos aleatoriamente.
Para economizar dinheiro, foi proposto para fazer do estádio um objeto único e compacto, que consistiu no pódio nos 40 mil espectadores, uma arena esportiva da amostra olímpica e dois grandes complexos esportivos com 10 gyms diferentes. O complexo incluiu uma piscina e uma escola de equitação que não foi construída por falta de fundos.

## Copa do Mundo FIFA de 2018
| Data              | Hora  | 1ª equipe      | Placar | 2ª equipe  | Fase    | Público |
| ----------------- | ----- | -------------- | ------ | ---------- | ------- | ------- |
| 18 de Junho, 2018 | 21:00 | Tunísia        | 1 – 2  | Inglaterra | Grupo G | 41,064  |
| 22 de Junho, 2018 | 18:00 | Nigéria        | 2 – 0  | Islândia   | Grupo D | 40,904  |
| 25 de Junho, 2018 | 17:00 | Arábia Saudita | 2 – 1  | Egito      | Grupo A | 36,823  |
| 28 de Junho, 2018 | 17:00 | Japão          | 0-1    | Polónia    | Grupo H | 42,189  |